# Gideon Mensah
Gideon Mensah, född 9 oktober 2000, är en ghanansk fotbollsspelare som spelar för Ljungskile SK.

## Klubbkarriär
Mensah spelade som ung för Right to Dream Academy. I januari 2019 gick han till danska FC Nordsjælland. I augusti 2020 blev Mensah utlånad till Varbergs BoIS. Mensah gjorde allsvensk debut den 13 augusti 2020 i en 1–3-förlust mot BK Häcken, där han blev inbytt i den 38:e minuten mot Adama Fofana.
Den 14 oktober 2020 värvades Mensah av Varbergs BoIS på en permanent övergång. Han skrev på ett treårskontrakt med start den 1 januari 2021. Under försäsongen 2023 råkade Mensah ut för en korsbandsskada och missade hela säsongen. I augusti 2023 förlängde han sitt kontrakt i Varbergs BoIS fram över säsongen 2025.
I mars 2025 startade Mensah om karriären i Ljungskile SK. För bohuslänningarna är han en given startspelare och har under vårsäsongen 2025 varit en betydande del av framgångarna i Ettan.

## Landslagskarriär
Mensah var en del av Ghanas U17-landslag som tog sig till kvartsfinal vid U17-VM 2017 i Indien. Han spelade samtliga fem av Ghanas matcher i turneringen. Mensah spelade två matcher för Ghanas U20-landslag vid Afrikanska U20-mästerskapet 2019.